# Les Quatre Vérités (pièce de théâtre)
Pour les articles homonymes, voir Quatre vérités.
Les Quatre Vérités est une pièce de théâtre de Marcel Aymé créée au Théâtre de l'Atelier le 23 janvier 1954.

## Décor
- Décor identique aux actes I, II et IV : salon des Andrieu-Trévière. Bureau, bibliothèque. Table-bureau. Rayons garnis de reliures. Vitrines dans lesquelles sont exposés des papillons. Porte à droite et porte à gauche. Au fond, porte vitrée donnant sur un perron à balustrade, derrière laquelle on aperçoit des arbres.
- Acte III : aux laboratoires Trévière. Au premier plan, bureau d'Olivier. Au fond et lui faisant suite, un laboratoire auquel on accède par une ouverture sans porte, mais encadrée par des rideaux. Par cette ouverture, on aperçoit des placards, des rayons et une table chargée de flacons, éprouvettes, cornues, etc. Dans le bureau, fenêtre à gauche et porte à droite.

## Synopsis
Olivier Andrieu a épousé Nicole, la fille de Lucie et Alfred Trévière, propriétaires des Laboratoires Trévière. Olivier y occupe le poste de biochimiste. Il soupçonne sa femme d'infidélité et veut lui faire une piqûre de Masochine, un sérum de vérité de son invention. Nicole accepte si la famille se prête à l'expérience. Après l'injection, ils éprouvent (presque) tous l'irrépressible besoin de révéler leur vraie nature devant le plus grand nombre de témoins.
Olivier fait une crise de jalousie : il soupçonne Nicole de lui avoir menti en prétextant avoir séjourné chez une tante à Montauban alors qu'elle aurait été aperçue et photographiée à Cannes. Lorsque Nicole arrive, elle rejette cette accusation. Un journaliste, Noël Bélugat, avec ses questions idiotes, achève d'exaspérer Olivier. Devant les dénégations persistantes de Nicole, et prenant ses beaux-parents à témoin, Olivier propose à sa femme de lui injecter la Masochine, son sérum de vérité. Nicole accepte à condition que lui et sa mère se prêtent à l'expérience ; Lucie exige que son mari soit également mis à l'épreuve.
Sous l'effet de la Masochine, les membres de la famille se disputent pour révéler en premier leur vraie nature. On apprend notamment que Lucie a des tendances sadiques tandis que la chasse aux papillons de son mari dissimule un « papillonnage sexuel ». Olivier révèle que son assistante Hélène Soubriau est sa maîtresse, mais qu'il est fou amoureux de sa femme. Divers intervenants comme le couple Jourdan et le plombier exacerbent leur besoin de confession publique. Mais, dans cette effervescence, on ne sait rien des confidences que Nicole a chuchoté à l'oreille du plombier...
Dans son bureau-laboratoire, Olivier s'entretient avec son assistante et maîtresse Hélène Soubriau. Celle-ci lui avoue ne pas lui être très attachée et se garde bien de lui révéler qu'elle connaît l'amant de sa femme : c'est « Noël Bélugat » alias Jean-Pierre Leroi, un vendeur de réfrigérateurs. Olivier veut absolument savoir ce que Nicole a réellement fait durant son séjour et injecte la Masochine au plombier pour enfin apprendre la vérité, mais c'est sans résultat. En aparté, Nicole avoue à Hélène qu'elle est effectivement allée à Cannes pour une rencontre amoureuse qui s'est soldée par un rendez-vous manqué...
Lucie veut contraindre son mari à ne chasser désormais que de « vrais papillons ». Olivier conseille à son beau-père de trouver une parade et celui-ci se met à harceler sexuellement son épouse, ce qui a pour effet de calmer le tempérament despotique de cette dernière. Olivier, plus que jamais désireux de connaître la vérité, verse en cachette une dose de Masochine dans la tasse de thé de Nicole, ce qu'elle découvre après coup. Hélène a entre-temps épousé Jean-Pierre Leroi. Elle connaît l'antidote à la Masochine : c'est le Septilanum qu'elle injecte à Nicole. Lucie, pour mettre fin aux assiduités de son mari, revient avec deux  pierreuses pour calmer ses ardeurs. Nicole simule « sa confession » à Olivier, ce qui est en fait la vérité : elle n'a jamais aimé que lui et, peinée par la liaison qu'il entretenait avec Hélène, elle a voulu le rendre jaloux, mais n'est jamais allée à Cannes...

## Fiche technique
- Titre : Les Quatre Vérités
- Auteur : Marcel Aymé
- Publication du texte : Éditions Grasset (avril 1954[2])
- Mise en scène : André Barsacq
- Décors : Jean-Denis Malclès
- Genre : comédie
- Date de création : 23 janvier 1954
- Lieu de création : Théâtre de l'Atelier, Paris

## Distribution de la première représentation
Par ordre d'entrée en scène.
- Madeleine Lambert : Lucie Trévière, épouse d'Alfred Trévière et mère de Nicole
- Gilberte Géniat : Mariette, la bonne
- Jean-Claude Michel : Olivier Andrieu, biochimiste, époux de Nicole et amant d'Hélène Soubriau
- Henri Crémieux : Alfred Trévière, époux de Lucie Trévière et père de Nicole
- Anne Vernon : Nicole Andrieu, épouse d'Olivier et maîtresse de Jean-Pierre Leroi
- Robert Lombard : le journaliste Noël Bélugat alias Jean-Pierre Leroi, amant de Nicole
- Germaine Delbat : Armandine Jourdan, épouse du professeur Jourdan
- Henri Gaultier : le professeur Jourdan, époux d'Armandine
- Jacques Dynam : Viramblin, le plombier
- Jean Sylvain : le facteur
- Jacques Rispal : Émilien, l'employé des laboratoires
- Catherine Romane : Hélène Soubriau, assistante et maîtresse d'Olivier
- Véra Pharès : Loulou-la-Myope, une  pierreuse
- Nicole Compaing : Gladys, une pierreuse

### Représentations notables

#### Théâtre des Variétés, 1973

##### Fiche technique
- Mise en scène : René Clermont
- Décors : Roger Harth
- Costumes : Donald Cardwell
- Date de création : 1er mars 1973[3]
- Lieu de création : Théâtre des Variétés, Paris

##### Distribution des rôles[3]
Par ordre d'entrée en scène.
- Marthe Mercadier : Lucie Trévière
- Françoise Arnaud : Mariette, la bonne
- Jacques Duby : Olivier
- René Clermont : Alfred Trévière
- Axelle Abbadie : Nicole
- Alain Hitier : Noël Bélugat alias Jean-Pierre Leroi
- Jean Antolinos : le professeur Jourdan
- Guy Pierauld : Viramblin, le plombier
- Gérard Croce : le facteur
- Monique Dood : Hélène Soubriau, assistante et maîtresse d'Olivier
- Autres personnages (rôles indéterminés) :
  - Muriel Baptiste
  - Noëlle Musard

#### Au théâtre ce soir, 1973

##### Fiche technique
- Mise en scène : René Clermont
- Décors : Roger Harth
- Costumes : Donald Cardwell
- Collection télévisée : Au théâtre ce soir, émission de Pierre Sabbagh
- Lieu de représentation : en différé du Théâtre Marigny, Paris
- Réalisation : Georges Folgoas
- Date de diffusion : 9 novembre 1973 sur TF1

##### Distribution des rôles
Par ordre d'entrée en scène.
- Marthe Mercadier : Lucie Trévière
- Françoise Arnaud : Mariette, la bonne
- Jacques Duby : Olivier
- Robert Murzeau : Alfred Trévière
- Paule Noëlle : Nicole
- Alain Hitier : Noël Bélugat alias Jean-Pierre Leroi
- Édith Perret : Armandine Jourdan
- Jean Antolinos : le professeur Jourdan
- Guy Piérauld : Viramblin, le plombier
- Gérard Croce : le facteur
- Edward Sanderson : Émilien
- Monique Dood : Hélène Soubriau
- Christine Maurelle : Loulou-la-Myope, une pierreuse
- Agnès Bonnot : Gladys, une pierreuse

## Vidéo
Les Quatre Vérités, de Pierre  Sabbagh (prod.) et de Georges  Folgoas (réal.), INA-LMLR-TF1 Vidéo, coll. « Au théâtre ce soir » (no EDV1556), 1973, 1 DVD 9, Zone 2, PAL, couleurs, format image 4/3, son mono (EAN 3384442048170) [présentation en ligne]Mise en scène René Clermont